# Bernard Lee
John Bernard Lee, född 10 januari 1908 i antingen Brentford i Hounslow i London eller i grevskapet Cork på Irland, död 16 januari 1981 i London, var en brittisk skådespelare.
Hans far var skådespelare och Lee stod på scen första gången som sexåring. Lee försörjde sig sedan som fruktförsäljare i Southampton innan han började studera vid RADA - Royal Academy of Dramatic Arts. Han gjorde sin scendebut i London 1928. Hans karriär avbröts av krigstjänstgöring under andra världskriget.
Han blev en populär karaktärsskådespelare i brittiska filmer på 1950-talet, ofta i roller som militär, detektiv eller spion.
Lee är mest känd för sin medverkan i 11 James Bond-filmer i rollen som M, Bonds chef.
Han är svärfar till skådespelaren Alan Miller och morfar till skådespelaren Jonny Lee Miller.

## Filmografi (i urval)

### Som skådespelare
- 1934 – The Double Event
- 1935 – The River House Mystery
- 1941 – Once a Crook
- 1948 – Ögonvittnet
- 1949 – Den tredje mannen
- 1954 – Mästerdetektiven
- 1957 – Across the Bridge
- 1959 – Danger Within
- 1959 – Den blinda gudinnan
- 1960 – Kidnapped
- 1961 – Oskyldiga ögon
- 1962 – Agent 007 med rätt att döda
- 1962 – Rum för obemärkt
- 1963 – A Place to Go
- 1963 – Agent 007 ser rött
- 1964 – Goldfinger
- 1965 – Dr. Terror's House of Horrors
- 1965 – Åskbollen
- 1965 – Spionen som kom in från kylan
- 1967 – Man lever bara två gånger
- 1967 – Operation Lillbrorsan
- 1969 – Crossplot
- 1969 – I hennes majestäts hemliga tjänst
- 1971 – Diamantfeber
- 1971–1973 – Follyfoot (TV-serie)
- 1973 – Leva och låta dö
- 1974 – Mannen med den gyllene pistolen
- 1975 – From Hong Kong with Love
- 1976 – Beauty and the Beast
- 1977 – A Christmas Carol (TV-serie)
- 1977 – Älskade spion
- 1979 – Moonraker
- 1981 – The Last Detective

### Som manusförfattare
- 1975 – Animal Kwackers